# Nikolai Artiomov
Nikolai Artiomov (în rusă Николай Михайлович Артёмов, Nikolai Mihailovici Artiomov; n. 24 ianuarie 1908, Tula, Rusia – d. 2 decembrie 2005) a fost un fiziolog sovietic, doctor habilitat în științe biologice, profesor emerit al Universității de Stat din Nijni Novgorod.
A avut printre elevi pe Șamil Omarov, Vasili Krîlov, en:Boris Orlov.
A absolvit Universitatea de Stat din Moscova în 1931.
Este autor a despre 200 de lucrări științifice.